# Destilación azeotrópica

Diagrama de fase (izquierda) y diagrama de flujo del proceso (derecha) de un aparato para la destilación azeotrópica con "agente de separación de material". En este caso, el diagrama de fase incluye una zona donde los componentes no son miscibles, por lo que después de la condensación del azeótropo, es posible separar los componentes líquidos a través de la decantación.

En química, la destilación azeotrópica es cualquiera de una gama de técnicas utilizadas para romper un azeótropo en la destilación. En ingeniería química, la destilación azeotrópica generalmente se refiere a la técnica específica de agregar otro componente para generar un nuevo azeótropo de bajo punto de ebullición que es heterogéneo (p. ej., produce dos fases líquidas inmiscibles), como el siguiente ejemplo con la adición de benceno al agua y etanol. Esta práctica de agregar un arrastrador que forma una fase separada es un subconjunto específico de métodos de destilación azeotrópica (industrial), o una combinación de ellos. En algunos sentidos, agregar un arrastrador es similar a la destilación extractiva.

Equipos utilizados en la destilación azeotrópica

## Agente de separación de materiales
La adición de un agente de separación de material, como el benceno a una mezcla de etanol/agua, cambia las interacciones moleculares y elimina el azeótropo. Agregado en la fase líquida, el nuevo componente puede alterar el coeficiente de actividad de varios compuestos de diferentes maneras, alterando así la volatilidad relativa de una mezcla. Las mayores desviaciones de la ley de Raoult hacen que sea más fácil lograr cambios significativos en la volatilidad relativa con la adición de otro componente. En la destilación azeotrópica, la volatilidad del componente agregado es la misma que la mezcla, y se forma un nuevo azeótropo con uno o más de los componentes según las diferencias de polaridad. Si el agente de separación de materiales se selecciona para formar azeótropos con más de un componente en la alimentación, se lo denomina agente de arrastre. El agente de arrastre agregado debe recuperarse por destilación, decantación u otro método de separación y devolverse cerca de la parte superior de la columna original.

## Destilación de la mezcla etanol/agua
Un ejemplo histórico común de destilación azeotrópica es su uso en la deshidratación de mezcla etanol y agua. Para esto, se envía una mezcla cercano al azeótropo a la columna final donde tiene lugar la destilación azeotrópica. Se pueden usar varios aditivos para este proceso específico: benceno, pentano, ciclohexano, hexano, heptano, isooctano, acetona y éter dietílico son todas opciones como la mezcla. De estos, el benceno y el ciclohexano han sido los más utilizados. Sin embargo, debido a que se ha descubierto que el benceno es un compuesto carcinogénico, su uso ha disminuido. Si bien este método fue el estándar para deshidratar el etanol en el pasado, ha perdido su favor debido a los altos costos de capital y energía asociados con él. Otro método favorable y menos tóxico que el uso de benceno para romper el azeótropo del etanol- agua es usar tolueno en su lugar.  

Se utiliza un aparato de Dean-Stark en procesos de secado azeotrópico o deshidratación: 1 barra de agitador / gránulos antigolpes, 2 cubetas fijas, 3 columnas de fraccionamiento, 4 termómetros / temperatura de punto de ebullición, 5 condensadores, 6 agua de enfriamiento, 7 agua de enfriamiento, 8 buretas, 9 grifos, 10 recipientes de recogida.

## Destilación por presión
Otro método, la destilación por oscilación de presión, se basa en el hecho de que un azeótropo depende de la presión. Un azeótropo no es un rango de concentraciones que no se pueden destilar, sino el punto en el que los coeficientes de actividad de los destilados se cruzan entre sí. Si el azeótropo se puede "saltar", la destilación puede continuar, aunque debido a que los coeficientes de actividad se han cruzado, el agua saldrá del etanol restante, en lugar del etanol del agua en concentraciones más bajas.
Para "saltar" el azeótropo, el azeótropo se puede mover alterando la presión. Típicamente, la presión se establecerá de tal manera que el azeótropo se diferencie del azeótropo a la presión ambiente en algún porcentaje en cualquier dirección. Para una mezcla de etanol y agua, eso puede ser del 93.9% para una sobrepresión de 20 bar, en lugar del 95.3% a presión ambiente. La destilación funciona entonces en la dirección opuesta, con el etanol emergiendo en los fondos y el agua en el destilado. Mientras que en la columna de baja presión, el etanol se enriquece en el camino hacia el extremo superior de la columna, la columna de alta presión enriquece el etanol en el extremo inferior, ya que el etanol es ahora el producto de fondo. El producto superior (agua como destilado) se alimenta nuevamente a la columna de baja presión, donde se realiza la destilación normal. El producto inferior de la columna de baja presión consiste principalmente en agua, mientras que la corriente inferior de la columna de alta presión es etanol casi puro en concentraciones del 99% o más. La destilación por oscilación de presión esencialmente invierte los valores K y, posteriormente, invierte en qué extremo de la columna sale cada componente cuando se compara con la destilación estándar de baja presión.   
En general, la destilación por oscilación de presión es un método muy robusto y no tan sofisticado en comparación con los procesos de destilación de múltiples componentes o de membrana, pero la demanda de energía es en general mayor. También el costo de inversión de las columnas de destilación es más alto, debido a la presión dentro de las torres.

## Rompiendo un azeótropo
Para azeótropos de bajo punto de ebullición, el componente volátil no puede purificarse completamente por destilación. Para obtener el material puro se debe "romper el azeótropo", lo que implica un método de separación que no depende de la destilación. Un enfoque común implica el uso de tamices moleculares. El tratamiento de etanol al 96% con tamices moleculares da el alcohol anhidro, los tamices tienen agua adsorbida de la mezcla. Los tamices se pueden regenerar posteriormente mediante deshidratación utilizando un horno de vacío.

## Reacciones de deshidratación
En química orgánica, algunas reacciones de deshidratación están sujetas a equilibrios desfavorables pero rápidos. Un ejemplo es la formación de dioxolanos a partir de aldehídos:
```

  

    

      

        

          
RCHO

          
+

          

            

              
(

              

                
CH

                

                  
2

                

                

                  

                

              

              
OH

              
)

            

            

              
2

            

            

              

            

          

          

            

              

                

                  

                    
↽

                  

                  

                  

                  

                    

                      
−

                    

                  

                

              

              

                
⇀

              

            

          

          
RCH

          

            

              
(

              

                
OCH

                

                  
2

                

                

                  

                

              

              
)

            

            

              
2

            

            

              

            

          

          
+

          

            
H

            

              
2

            

            

              

            

          

          
O

        

      

    

    
{\displaystyle {\ce {RCHO + (CH2OH)2 <<=> RCH(OCH2)2 + H2O}}}

  

```

Tales reacciones desfavorables se producen cuando el agua se elimina por destilación azeotrópica.